# Ґура (Яроцинський повіт)
Ґура (пол. Góra, нім. Schloßhöhe) — село в Польщі, у гміні Ярачево Яроцинського повіту Великопольського воєводства.
Населення — 868 осіб (2011).
У 1975-1998 роках село належало до Каліського воєводства.

## Демографія
Демографічна структура станом на 31 березня 2011 року:
|          | Загалом | Допрацездатний вік | Працездатний вік | Постпрацездатний вік |
| -------- | ------- | ------------------ | ---------------- | -------------------- |
| Чоловіки | 424     | 96                 | 284              | 44                   |
| Жінки    | 444     | 85                 | 279              | 80                   |
| Разом    | 868     | 181                | 563              | 124                  |